# Selección de balonmano de China
La Selección nacional de balonmano de China es el equipo representativo del balonmano de China, cabe destacar que actualmente está regulado por la Asociación China de Balonmano, y es dirigida por Cheng Qiao.

## Resultados
Juegos Olímpicos
2008 - 12 ° lugar
Campeonato Mundial
1997 - 20° lugar
1999 - 20° lugar
Torneo asiático
1982 - Campeón
1986 - 2do lugar
1990 - 4 ° lugar
1994 - 3 ° lugar
1998 - 6 ° lugar
2002 - 7 ° lugar
2006 - 11° lugar
2010 - 7 ° lugar
2014 - 10° lugar
Campeonato Asiático
1977 - 3 ° lugar
1979 - 2 ° lugar
1987 - 4 ° lugar
1989 - 4 ° lugar
1991 - 3 ° lugar
1993 - 5 ° lugar
1995 - 5 ° lugar
2000 - 2 ° lugar
2006 - 8 °lugar
2008 - 7 ° lugar
2010 - 9 ° lugar
2014 - 11° lugar
2016 - 9 ° lugar
IHF Emerging Nations Championship
2015 - 10 ° lugar
2017 - 6 ° lugar (mejor posicionamiento histórico).

## Palmarés
Torneo asiático
- Campeón: 1982.
- Subcampeón: 1986.
- Tercer lugar: 1994.

Campeonato Asiático
- Subcampeón: 1979; 2000.
- Tercer lugar: 1977; 1991